# Arthur Cohen (Ökonom)
Arthur Aron Cohen (geboren 22. Januar 1864 in München; gestorben 10. Juni 1940 ebenda) war ein deutscher Volkswirt (Nationalökonom), Hochschullehrer und Fachautor.

## Leben
Cohen entstammte einer weit verzweigten jüdischen Familie mit zahlreichen in München niedergelassenen Mitgliedern. Die Eltern waren der Münchner Kaufmann Ludwig Cohen (1823–1889) und Clara, geborene Pflaum (1831–1904), die fünf weitere Kinder hatten: Anton (* 1855), Wilhelm (* 1857), Karl (* 1859), Frieda (* 1866) und Theodor (* 1868). Nach dem Besuch des Münchner Maximiliansgymnasiums von 1874 bis 1883, das er mit dem Abitur abschloss, studierte Arthur Cohen Jura und Nationalökonomie (Volkswirtschaft) an der Ludwig-Maximilians-Universität in München, unter anderem bei Ludwig Joseph Brentano, promovierte 1890 zum Dr. oec. publ. mit einer Arbeit über die volkswirtschaftliche Bedeutung des Abzahlungsgeschäftes und absolvierte zunächst ein Rechtspraktikum. Bereits ab 1903 lehrte er als Dozent an der Technischen Hochschule München. 1906 habilitierte er sich im Fach Wirtschaftsgeschichte mit der Schrift Die Verschuldung des bäuerlichen Grundbesitzes in Bayern 1598 bis 1745. Seitdem lehrte er als Privatdozent mit Titel und Rang eines a. o. Professors für Nationalökonomie und Finanzwissenschaft weiterhin an der TH München, bis er im Juli 1933 wegen seiner „nichtarischen Herkunft“ vom Bayerischen Kultusministerium entlassen wurde. Da er von Lehrauftrags- und Hörgeldern lebte, hatte er keinen Anspruch auf Ruhestandsbezüge. Mit Befürwortung der TH München wurde ihm noch einige Monate lang eine Beihilfe bezahlt. Spätere Gesuche um Unterstützung lehnte das Kultusministerium ab, zumal die Gestapo den „Juden Cohen“ verdächtigte, seine finanzielle Not zu übertreiben. 1940 starb er verarmt in München.
Cohen war Mitbegründer und Leiter des „Vereins für die Statistik der Juden“ in München sowie Mitarbeiter am Jüdischen Lexikon. Bei Kriegsausbruch 1914 war er Mitunterzeichner der Erklärung der Hochschullehrer des Deutschen Reiches, in der über 3000 deutsche Hochschullehrer, unter ihnen die der Technischen Hochschule München, den Krieg als „Verteidigungskrieg“ definierten und ihre Solidarität mit der kämpfenden Truppe manifestierten.
1910 heiratete Arthur Cohen die Münchnerin Barbara Moser (* 1877). Der Sohn Willy (* 1914), zunächst Buchhändler in Leipzig, emigrierte 1937 zusammen mit der Mutter nach Kolumbien bzw. Montevideo (Uruguay); die Tochter (* 1917) nach Cincinnati, USA.

## Schriften
- Der Ratenkauf mit Eigentumsvorbehalt in volkswirtschaftlicher Beziehung. Inaugural-Dissertation. Duncker & Humblot, Leipzig 1891.
- Kleine Rechtskunde für Münchener Kellnerinnen: Verfasst von einem Juristen [Arthur Cohen], herausgegeben vom Münchener Kellnerinnenverein. Mit einem Anhang, enthaltend: die bayerische Ministerialbekanntmachung vom 29. Mai 1901 (Stellenvermittlung) und die Bundesratsverordnung vom 29. Januar 1902 (Arbeitszeit). C. Beck, München 1902
- Der Kampf um die adeligen Güter in Bayern nach dem dreissigjährigen Kriege und die ersten bayerischen Amortisationsgesetze. In: Zeitschrift für die gesamte Staatswissenschaft, Bd. 59, H. 1. (1903): Mohr Siebeck; Tübingen 1903, S. 1–52
- Die Verschuldung des bäuerlichen Grundbesitzes in Bayern von der Entstehung der Hypothek bis zum Beginn der Aufklärungsperiode (1598–1745). Mit einer Einleitung über die Entwicklung der Freiheit der Verfügung über Grund und Boden unter Lebenden im Mittelalter. Forschungen zur Geschichte des Agrarkredits. Duncker & Humblot, Leipzig 1906
- Die geistige Arbeit und ihre Vergeltung: zur Theorie und Politik der geistigen Arbeit, erweiterter Abdruck eines im Sozialwissenschaftlichen Verein der Universität München gehaltenen Vortrags. Rieger, München 1910
- Der gemeindliche Malz- und Bieraufschlag in Bayern. In: FinanzArchiv, 33. Jahrg., H. 1 (1916), Mohr Siebeck, Tübingen 1916, S. 171–178
- Bayerische Klöster im Dreißigjährigen Kriege: Notlage u. Verschuldung; in: Schmollers Jahrbuch für Gesetzgebung, Verwaltung und Volkswirtschaft im Deutschen Reiche, 42. Jg., Duncker & Humblot, München, Leipzig 1916, S. 9–33
- Die Judenfrage, ein soziales Problem. In: Arthur Spiethoff (Hrsg.): Schmollers Jahrbuch für Gesetzgebung, Verwaltung und Volkswirtschaft im Deutschen Reiche, 42. Jg., Duncker & Humblot, München, Leipzig 1918
- Besteuerung und Geldentwertung. In: Schriften des Vereins für Sozialpolitik, 168. Bd., 2. Teil. Duncker & Humblot, München 1924
- Industrie- und Handelskammer München (Hrsg.): Geschichte der Handelskammer München seit ihrer Gründung (1869–1914). Beitrag zur Wirtschaftsgeschichte der letzten Jahrzehnte (mit Edmund Simon). Selbstverlag, München 1926
- Ergebnisse der Erhebung des Münchener Ausschusses für Kriegsstatistik der Juden,  in: Bayerische israelitische Gemeindezeitung 1926; Heft  2, S. 26–29
- Die Münchener Judenschaft 1750–1861. Eine bevölkerungs- und wirtschaftsgeschichtliche Studie. In: Zeitschrift für die Geschichte der Juden in Deutschland, 2, 1930; S. 262–283
- Bau und Boden im deutschen Leiherecht. In:. Jahrbücher für Nationalökonomie und Statistik, 3. Folge, Bd. 82 (137), Nr. 1 (Juli 1932), Lucius & Lucius Verlagsgesellschaft m.b.H., Jena 1932, S. 83–89
- Kredit- und Verschuldungsbeschränkungen beim bäuerlichen Grundbesitz in Bayern im 17. und 18. Jahrhundert. In: Jahrbücher für Nationalökonomie und Statistik, 3. Folge, Bd. 85 (139), Nr. 5 (1933), Lucius & Lucius Verlagsgesellschaft m.b.H., Jena 1933, S. 83–89
- Die Volkszählung von 1933. In: Bayerisch Israelitische Gemeindezeitung X./23, 1. Dezember 1934
- 70. Geburtstag (Siegfried Lichtenstaedter), in: „Der Israelit“ (1935)
- Geschichte der Familien Cohen (mit einem Anhang: Familien Marx und Pflaum); Manuskript (Maschinenschrift), 26 S.: Stadtarchiv München, Sign.: Familien 705

### Herausgeber
- Max Haushofer: Das Volk und sein Staat. Politik aus dem Nachlaß. Herausgegeben von Arthur Cohen. Mit einer Einführung von Richard Graf Du Moulin Eckart und dem Bildnis des Verfassers. Reinhardt, München 1914.